# 傅川
傅川（1973年2月—），男，汉族，山西芮城人，中华人民共和国政治人物。现任中国科学院计算技术研究所高级工程师，民革北京市委副主委。第十一、十二、十三、十四届全国政协委员。

## 家庭
祖父傅作义。父亲傅亨，母亲陈群荣。